# 301638 Kressin
301638 Kressin este o planetă minoră (asteroid), cu un diametru de 2,443 km, din centura de asteroizi. A fost descoperită pe 14 martie 2010 la  de Rainer Kracht⁠(d). 
Obiectul prezintă o orbită caracterizată de o semiaxă mare de 2,7604067858407 UAi, o excentricitate de 0,3, o înclinație de 11,4 ° în raport cu ecliptica.